# دهنه دیوال
دهنه دیوال (به لاتین: Dahan-e Dival) یک منطقهٔ مسکونی در افغانستان است که در ولایت بامیان واقع شده‌است.